# Club Calcio Catania 1961-1962
Questa voce raccoglie le informazioni riguardanti il Club Calcio Catania nelle competizioni ufficiali della stagione 1961-1962.

## Stagione
Con i vertici societari e l'allenatore ancora invariati si affronta la stagione 1961-1962, dalla Juventus arriva il portiere Giuseppe Vavassori, con la Fiorentina si scambiano i centrocampisti Amilcare Ferretti con Renato Benaglia, con la Sambenedettese si scambiano i difensori Guido Macor con Renato Alberti, ma l'acquisto più prezioso si dimostrerà quello di Horst Szymaniak mediano tedesco prelevato dal Karlsruhe. A questo punto l'obiettivo è quello di migliorare l'ottavo posto della precedente stagione, i mezzi non mancano, la rosa pare ben rinforzata. Il Catania disputerà un discreto campionato, salvato spesso dalle parate del suo bravissimo portiere. Subito dopo i festeggiamenti di Sant'Agata il 5 febbraio, scende al Cibali l'11 febbraio la Juventus campione d'Italia, al culmine di una crisi che perdura, verrà superata dagli etnei (2-0) per la gioia dei tifosi festanti. Al termine della Stagione 1961-1962 il Catania si piazzerà al decimo posto in classifica con 30 punt, lo scudetto andrà al Milan con 53 punti. Finito il campionato, i rossazzurri salutano ingloriosamente la Coppa Italia con la sconfitta rimediata ai tempi supplementari a Catanzaro. Poi disputano la Coppa dell'Amicizia, pareggiando negli "Ottavi" in trasferta (2-2) e vincendo in casa (2-1) con il Montpellier, poi nei "Quarti" perderà due volte (1-3) in casa ed in trasferta con il Racing Club di Lens, la squadra che vincerà il torneo.

## Divise
| Casa | Trasferta |  |

## Rosa
| N. |                   | Ruolo | Calciatore         |
| -- | ----------------- | ----- | ------------------ |
|    | Italia (bandiera) | P     | Giuseppe Vavassori |
|    | Italia (bandiera) | P     | Mario Barluzzi     |
|    | Italia (bandiera) | D     | Mario Corti        |
|    | Italia (bandiera) | D     | Giorgio Michelotti |
|    | Italia (bandiera) | D     | Renato Rambaldelli |
|    | Italia (bandiera) | D     | Renato Alberti     |
|    | Italia (bandiera) | D     | Franco Giavara     |
|    | Italia (bandiera) | C     | Renato Benaglia    |
|    | Italia (bandiera) | C     | Adelmo Prenna      |
|    | Italia (bandiera) | C     | Mario Castellazzi  |

| N. |                      | Ruolo | Calciatore         |
| -- | -------------------- | ----- | ------------------ |
|    | Italia (bandiera)    | C     | Luigi Zannier      |
|    | Argentina (bandiera) | C     | Mario Desiderio    |
|    | Italia (bandiera)    | C     | Remo Morelli       |
|    | Italia (bandiera)    | C     | Mauro Bicicli      |
|    | Italia (bandiera)    | C     | Elio Grani         |
|    | Italia (bandiera)    | C     | Ferruccio Caceffo  |
|    | Germania (bandiera)  | C     | Horst Szymaniak    |
|    | Argentina (bandiera) | A     | Salvador Calvanese |
|    | Italia (bandiera)    | A     | Alvaro Biagini     |
|    | Italia (bandiera)    | A     | Orazio Ferrigno    |

## Risultati

### Serie A

#### Girone di andata
| Catania 27 agosto 1961 1ª giornata | Catania         | 0 – 0 | SPAL | Stadio Cibali\| Arbitro: \| Genel (Trieste) \| |
| Arbitro:                           | Genel (Trieste) |       |      |                                                |

| Arbitro: | Samani (Trieste) |

|                                    |           |  |
| Barison 50’ Radice 70’ Maldini 72’ | Marcatori |  |

| Arbitro: | Righi (Milano) |

|                              |           |  |
| Fusato 36’ Fortunato 67’ 82’ | Marcatori |  |

| Arbitro: | Campanati (Milano) |

|                  |           |  |
| Ferrigno 15’ 54’ | Marcatori |  |

| Catania 17 settembre 1961 5ª giornata | Catania           | 0 – 0 | Palermo | Stadio Cibali\| Arbitro: \| Grignani (Milano) \| |
| Arbitro:                              | Grignani (Milano) |       |         |                                                  |

| Arbitro: | Politano (Cuneo) |

|                                                                     |           |  |
| Lojacono 21’ (rig.) Da Costa 29’ Menichelli 49’ Alberto Orlando 74’ | Marcatori |  |

| Arbitro: | De Marchi (Pordenone) |

|                                            |           |            |
| Castellazzi 3’ Szymaniak 12’ Calvanese 78’ | Marcatori | 84’ Hamrin |

| Arbitro: | Francescon (Padova) |

|            |           |  |
| Sivori 71’ | Marcatori |  |

| Arbitro: | Grignani (Milano) |

|                                        |           |              |
| Kölbl 29’ Crippa 75’ Tortul 85’ (rig.) | Marcatori | 80’ Benaglia |

| Arbitro: | Righi (Milano) |

|                   |           |           |
| Prenna 20’ (rig.) | Marcatori | 89’ Renna |

| Arbitro: | Gambarotta (Genova) |

|                               |           |             |
| Morelli 46’ Prenna 64’ (rig.) | Marcatori | 88’ Nielsen |

| Arbitro: | Jonni (Macerata) |

|             |           |             |
| Bearzot 50’ | Marcatori | 76’ Zannier |

| Arbitro: | Grignani (Milano) |

|  |           |            |
|  | Marcatori | 12’ Prenna |

| Arbitro: | Genel (Trieste) |

|              |           |  |
| Calvanese 2’ | Marcatori |  |

| Arbitro: | Roversi (Bologna) |

|               |           |            |
| Szymaniak 10’ | Marcatori | 60’ Raffin |

| Arbitro: | De Marchi (Pordenone) |

|             |           |            |
| Guarneri 7’ | Marcatori | 67’ Prenna |

| Arbitro: | Samani (Trieste) |

|               |           |            |
| Del Negro 30’ | Marcatori | 27’ Prenna |

#### Girone di ritorno
| Arbitro: | Di Tonno (Lecce) |

|             |           |  |
| Novelli 59’ | Marcatori |  |

| Arbitro: | Bonetto (Torino) |

|               |           |                              |
| Calvanese 27’ | Marcatori | 22’ 28’ Pivatelli 30’ Danova |

| Arbitro: | Grignani (Milano) |

|                           |           |  |
| Biagini 44’ Szymaniak 52’ | Marcatori |  |

| Arbitro: | Ferrari (Milano) |

|                                       |           |             |
| Cucchiaroni 15’ Brighenti 21’ 30’ 47’ | Marcatori | 12’ Caceffo |

| Palermo 22 gennaio 1962 22ª giornata | Palermo               | 0 – 0 | Catania | Stadio La Favorita\| Arbitro: \| De Marchi (Pordenone) \| |
| Arbitro:                             | De Marchi (Pordenone) |       |         |                                                           |

| Arbitro: | Marchese (Napoli) |

|                |           |             |
| Castellazzi 1’ | Marcatori | 40’ Orlando |

| Firenze 4 febbraio 1962 24ª giornata | Fiorentina        | 0 – 0 | Catania | Stadio Comunale\| Arbitro: \| Roversi (Bologna) \| |
| Arbitro:                             | Roversi (Bologna) |       |         |                                                    |

| Arbitro: | Rigato (Mestre) |

|                            |           |  |
| Szymaniak 47’ Ferrigno 84’ | Marcatori |  |

| Catania 18 febbraio 1962 26ª giornata | Catania            | 0 – 0 | Padova | Stadio Cibali\| Arbitro: \| Campanati (Milano) \| |
| Arbitro:                              | Campanati (Milano) |       |        |                                                   |

| Arbitro: | D'Agostini (Roma) |

|                                    |           |              |
| Pascutti 16’ 62’ Perani 90’ (rig.) | Marcatori | 85’ Ferrigno |

| Arbitro: | Righetti (Torino) |

|                                              |           |  |
| Maschio 22’ (rig.) Da Costa 54’ Olivieri 71’ | Marcatori |  |

| Arbitro: | Ferrari (Milano) |

|  |           |            |
|  | Marcatori | 71’ Crippa |

| Arbitro: | Babini (Ravenna) |

|                           |           |  |
| Calvanese 1’ Benaglia 44’ | Marcatori |  |

| Arbitro: | Genel (Trieste) |

|                                                  |           |            |
| Di Giacomo 21’ (rig.) Clerici 55’ Di Giacomo 79’ | Marcatori | 28’ Prenna |

| Arbitro: | Babini (Ravenna) |

|                                |           |                            |
| Benaglia 33’ (aut.) Raffin 76’ | Marcatori | 30’ Prenna 51’ Castellazzi |

| Arbitro: | De Marchi (Pordenone) |

|  |           |                       |
|  | Marcatori | 4’ Hitchens 78’ Corso |

| Arbitro: | Lo Bello (Siracusa) |

|                            |           |              |
| Ferrigno 73’ Desiderio 90’ | Marcatori | 79’ Allemann |

### Coppa Italia
| Arbitro: | Lo Bello (Siracusa) |

|              |           |  |
| Ferrigno 87’ | Marcatori |  |

| Arbitro: | Roversi (Bologna) |

|           |           |  |
| Susan 98’ | Marcatori |  |

## Statistiche

### Statistiche di squadra
| Competizione | Punti | In casa | In casa | In casa | In casa | In casa | In casa | In trasferta | In trasferta | In trasferta | In trasferta | In trasferta | In trasferta | Totale | Totale | Totale | Totale | Totale | Totale | DR  |
| Competizione | Punti | G       | V       | N       | P       | Gf      | Gs      | G            | V            | N            | P            | Gf           | Gs           | G      | V      | N      | P      | Gf     | Gs     | DR  |
| ------------ | ----- | ------- | ------- | ------- | ------- | ------- | ------- | ------------ | ------------ | ------------ | ------------ | ------------ | ------------ | ------ | ------ | ------ | ------ | ------ | ------ | --- |
| Serie A      | 30    | 17      | 8       | 6       | 3       | 20      | 12      | 17           | 1            | 6            | 10           | 10           | 33           | 34     | 9      | 12     | 13     | 30     | 45     | -15 |
| Coppa Italia |       | 1       | 1       | 0       | 0       | 1       | 0       | 1            | 0            | 0            | 1            | 0            | 1            | 2      | 1      | 0      | 1      | 1      | 1      | 0   |
| Totale       |       | 18      | 9       | 6       | 3       | 21      | 12      | 18           | 1            | 6            | 11           | 10           | 34           | 36     | 10     | 12     | 14     | 31     | 46     | -15 |

### Statistiche dei giocatori
| Giocatore      | Serie A  | Serie A | Coppa Italia | Coppa Italia | Totale   | Totale |
| Giocatore      | Presenze | Reti    | Presenze     | Reti         | Presenze | Reti   |
| -------------- | -------- | ------- | ------------ | ------------ | -------- | ------ |
| R. Alberti     | 27       | 0       | ?            | ?            | 27+      | 0+     |
| R. Benaglia    | 31       | 2       | ?            | ?            | 31+      | 2+     |
| A. Biagini     | 24       | 1       | ?            | ?            | 24+      | 1+     |
| F. Caceffo     | 16       | 1       | ?            | ?            | 16+      | 1+     |
| S. Calvanese   | 25       | 4       | ?            | ?            | 25+      | 4+     |
| M. Castellazzi | 24       | 3       | ?            | ?            | 24+      | 3+     |
| M. Corti       | 31       | 0       | ?            | ?            | 31+      | 0+     |
| M. Desiderio   | 4        | 1       | ?            | ?            | 4+       | 1+     |
| O. Ferrigno    | 10       | 5       | ?            | ?            | 10+      | 5+     |
| F. Giavara     | 16       | 0       | ?            | ?            | 16+      | 0+     |
| E. Grani       | 13       | 0       | ?            | ?            | 13+      | 0+     |
| G. Michelotti  | 12       | 0       | ?            | ?            | 12+      | 0+     |
| R. Morelli     | 15       | 1       | ?            | ?            | 15+      | 1+     |
| A. Prenna      | 27       | 7       | ?            | ?            | 27+      | 7+     |
| R. Rambaldelli | 15       | 0       | ?            | ?            | 15+      | 0+     |
| H. Szymaniak   | 30       | 4       | ?            | ?            | 30+      | 4+     |
| G. Vavassori   | 34       | -45     | ?            | ?            | 34+      | -45+   |
| L. Zannier     | 20       | 1       | ?            | ?            | 20+      | 1+     |